# Chiriscus giambiagiae
Chiriscus giambiagiae is een pissebed uit de familie Chaetiliidae. De wetenschappelijke naam van de soort is voor het eerst geldig gepubliceerd in 1972 door Torti & Bastida.